# Мягкий бычок
Мягкий бычок, или чернопёрый бычок (лат. Malacocottus zonurus), — вид морских лучепёрых рыб из семейства психролютовых.

## Описание
Длина тела до 35 см, масса до 1,240 кг. Максимальная зафиксированная продолжительность жизни 12 лет. В спинном плавнике 8 колючих и 14—15 мягких лучей, в анальном 10—11 мягких, колючих нет.

## Ареал и места обитания
Обитает в бореальных водах северной акватории Тихого океана от Охотского моря и мыса Наварин в западной части Берингова моря до острова Агатту (Алеутские острова) в заливе Аляска, на юг до залива Чосонман (Корея) и залива Вакаса (северная Япония) у берегов Азии, и до Вашингтона (США) у Северной Америки. Мезобентальный вид, обитает на глубине от 27 до 1980 м.